# Dorothee Rippmann
Dorothee Elisabeth Rippmann (* 1. Juli 1951 in Basel) ist eine Schweizer Historikerin und Archäologin.
Dorothee Rippmann studierte Geschichte, Schweizergeschichte mit Mittelalterarchäologie, Ur- und Frühgeschichte sowie zeitweise Volkskunde und lateinische Philologie an der Universität Basel. Nach dem Lizentiat im Jahr 1975 war sie wissenschaftliche Mitarbeiterin bei der Archäologischen Bodenforschung Basel-Stadt und leitete die Ausgrabungen in der Barfüsserkirche in Basel. 1979–1982 war sie Assistentin von František Graus am Lehrstuhl für Geschichte des Mittelalters an der Universität Basel. 1982–1988 war sie freischaffende Archäologin und Historikerin. 1988 wurde sie an der Universität Basel promoviert mit einer Dissertation über Stadt–Land-Beziehungen im 15. Jahrhundert am Beispiel Basel. Danach war sie als wissenschaftliche Mitarbeiterin in der Bildungs-, Erziehungs- und Kulturdirektion des Kantons Basel-Landschaft tätig, hatte Lehraufträge an den Universitäten Zürich, Bern und Luzern und arbeitete als freie Historikerin und Museologin. 1998–2000 absolvierte sie ein Nachdiplomstudium Museologie an der Universität Basel, das sie mit dem Master of Advanced Studies in Museology abschloss. 2003 habilitierte sie sich mit Studien über Probleme der spätmittelalterlichen Gesellschaft und wurde  zur Privatdozentin für Geschichte des Mittelalters unter besonderer Berücksichtigung der Wirtschafts- und Sozialgeschichte an der Universität Zürich ernannt. 2009–2010 war sie Gastprofessorin für Geschichte des Mittelalters am Historischen Institut der Universität Wien. Im Herbstsemester 2013 vertrat Dorothee Rippmann, mittlerweile zur Titularprofessorin für Geschichte des Mittelalters unter besonderer Berücksichtigung der Wirtschafts- und Sozialgeschichte ernannt, die Professur von Simon Teuscher an der Universität Zürich.
Ihre Forschungsschwerpunkte bilden Stadt–Land-Beziehungen im Spätmittelalter, historische Frauenforschung und Gender History, soziale Unrast und Hexenverfolgung, die Sozialgeschichte der mittelalterlichen Stadt, die Kulturgeschichte der Ernährung, die Umweltgeschichte des Mittelalters und die Mittelalterarchäologie.

## Schriften
- (Hrsg.) Brunnen in der europäischen Stadtgeschichte. ... zum Allgemeinen statt Nutzen. Referate der Tagung des Schweizerischen Arbeitskreises für Stadtgeschichte, Bern, 1. bis 2. April 2005. Trier 2008.
- (Hrsg.) Gesellschaft und Ernährung um 1000. Eine Archäologie des Essens. Vevey 2000.
- Bauern und Städter. Stadt-Land-Beziehungen im 15. Jahrhundert. Das Beispiel Basel, unter besonderer Berücksichtigung der Nahmarktbeziehungen und der sozialen Verhältnisse im Umland. Basel 1990.
- Basel, Barfüsserkirche. Grabungen 1975–1977. Ein Beitrag zur Archäologie und Geschichte der mittelalterlichen Stadt. Olten 1987.